# Жункоза
Жункоза (Juncosa) — село в Іспанії, у складі автономної спільноти Каталонія, у провінції Леріда.